# أوغنجين بيتروفيتش
أوغنجين بيتروفيتش، من مواليد 2 فبراير 1948، وتوفي في 21 سبتمبر 2000، لاعب كرة قدم يوغسلافي سابق.
لعب مع منتخب يوغسلافيا لكرة القدم.

## مسيرته الكروية
لعب أوغنجين بيتروفيتش خلال مسيرته الاحترافية مع ناديين في أحد عشر موسمًا وسجل خلالها 3 أهداف ضمن 166 مباراة. حيث فاز في ثلاثة مواسم بالكأس وفي أربعة مواسم بالدوري.
خاض أوغنجين بيتروفيتش مسيرته مع نادي النجم الأحمر بلغراد في موسم 1967–68 ليلعب معه تسعة مواسم، مشاركًا في 125 مباراة سجل خلالها 3 أهداف. ثم انتقل إلى نادي باستيا في موسم 1976–77 ولمدة موسمين، حيث شارك في 41 مباراة ولم يسجل أي هدف.

## روابط خارجية
- أوغنجين بيتروفيتش على موقع الاتحاد الدولي (مؤرشف)  (الإنجليزية)
- أوغنجين بيتروفيتش على موقع قاعدة بيانات كرة القدم.إي يو (الإنجليزية)
- أوغنجين بيتروفيتش على موقع ناشيونال فوتبول تيمز (الإنجليزية)
- أوغنجين بيتروفيتش على موقع عالم كرة القدم.نت (الإنجليزية)